# Kotlabaea delectans
Kotlabaea delectans är en svampart som tillhör divisionen sporsäcksvampar, och som först beskrevs av Karl Starbäck, och fick sitt nu gällande namn av Svr?ek. Kotlabaea delectans ingår i släktet Kotlabaea, och familjen Pyronemataceae. Arten är reproducerande i Sverige.